# Garypus litoralis
Garypus litoralis is een bastaardschorpioenensoort uit de familie van de Garypidae. De wetenschappelijke naam van de soort is voor het eerst geldig gepubliceerd in 1873 door L. Koch.